# Oena capensis

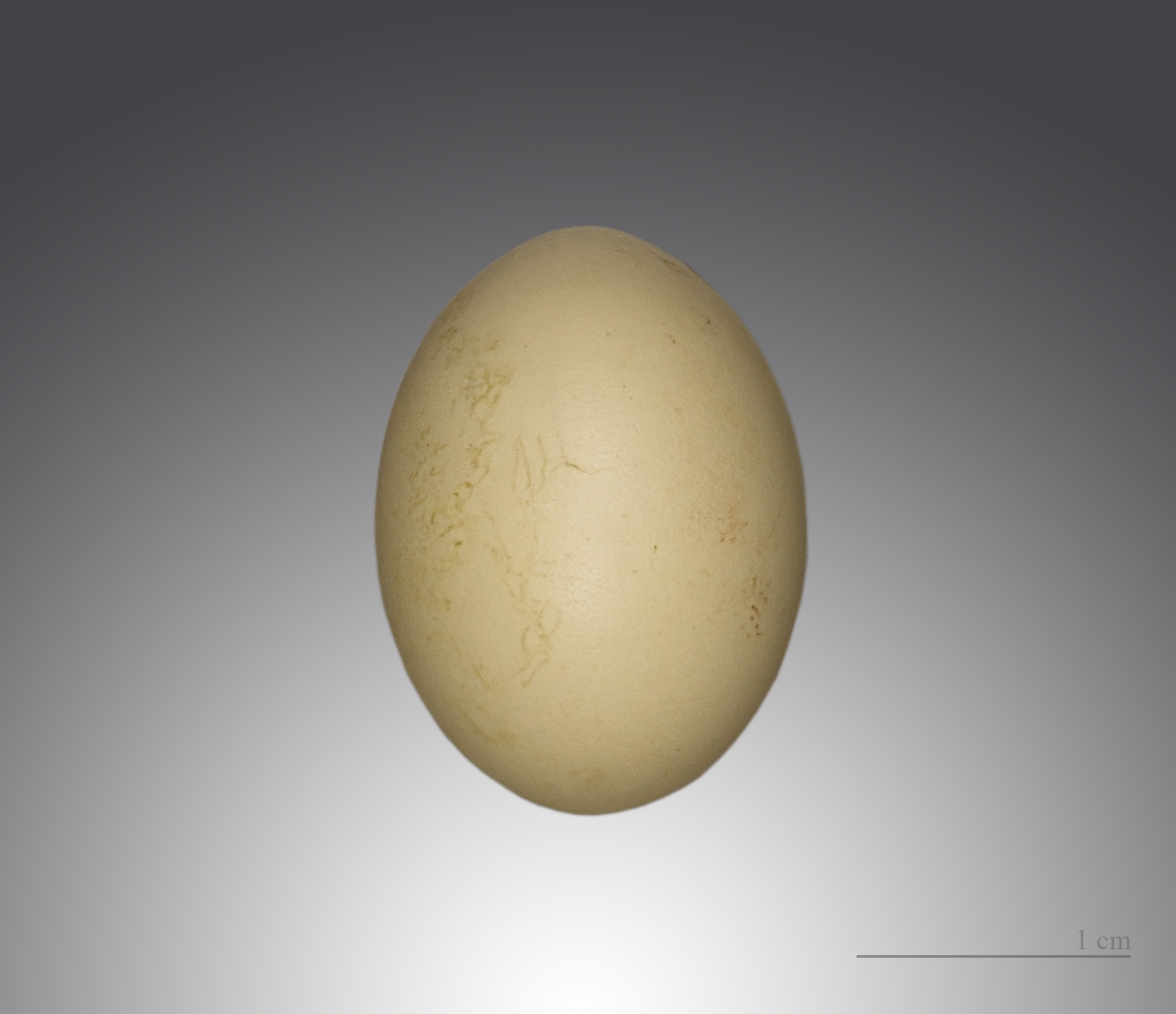
Oena capensis

Oena capensis là một loài chim trong họ Columbidae.